# Amanar
De Amanar (ook: Yurchenko 2.5) is een figuur uit de gymnastiek voor de paardsprong. De figuur is genoemd naar de Roemeense gymnaste Simona Amânar die ze voor het eerst liet zien op de Olympische Spelen van 2000 in Sydney. De eerste mannelijke turner die de sprong uitvoerde was Kyle Shewfelt in 1999, waardoor de sprong bij mannen ook wel de Shewfelt wordt genoemd.
De Amanar valt onder de categorie Yurchenko-figuren en is een van de moeilijkste paardsprongen. In het nieuwe puntensysteem dat in 2005 door de FIG geïntroduceerd werd was de sprong 6,5 moeilijkheidspunten waard. Vanaf 2013 is dat 6,3 punten.